# Aleta dorsal

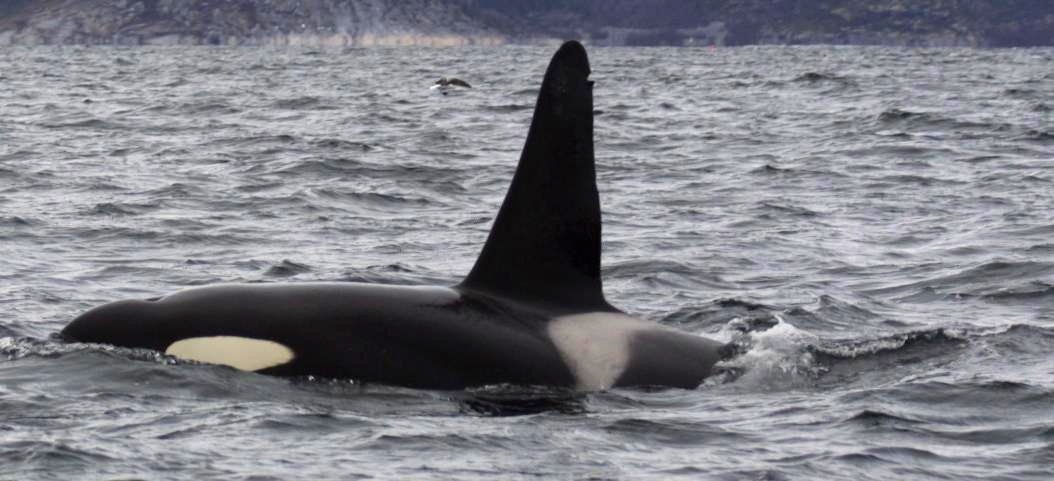
Aleta dorsal de una orca.

La aleta dorsal es un tipo de aleta presente en la región dorsal de algunos grupos polifiléticos de animales como peces, ballenas, delfines y marsopas; también en animales extintos como ictiosaurios. Dependiendo de la especie, un animal puede tener hasta tres de ellas. 
Los biólogos usualmente utilizan las características particulares propias de cada individuo, como huella digital para idenficación, esto es particularmente cierto en el catálogo de grupos de diferentes grupos de orcas.

## Funciones

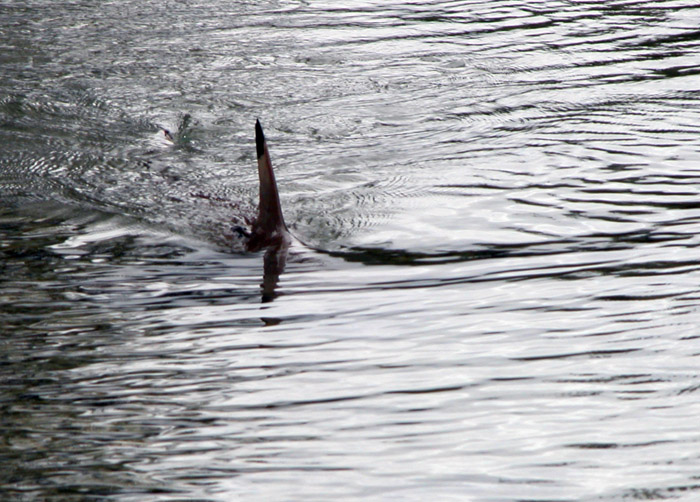
Aleta dorsal de un tiburón.

El propósito principal de la aleta, consiste en estabilizar el animal para evitar que gire sobre sí mismo y asistirle durante los cambios de dirección súbitos. En algunas especies esta aleta se ha adaptado para otros usos. En los lopiformes, la aleta dorsal anterior está modificada en un equivalente biológico a una caña de pesca y anzuelo bioluminiscente que utiliza como señuelo para atraer sus presas. Algunas especies han desarrollado aletas dorsales con función protectora, por ejemplo muchas especies de peces gato poseen espinas en las aletas dorsales, en ocasiones venenosas que pueden extender para protegerse de los depredadores y algunas especies de elasmobranquios como Squalus acanthias y Heterodontus portusjacksoni han desarrollado espinas capaces de secretar veneno en sus aletas dorsales.
En el caso de la anguila eléctrica, la aleta dorsal es reemplazada por una aleta anal.